# Nanohana
Vous lisez un « bon article » labellisé en 2020.
Nanohana (なのはな, litt. « fleurs de colza ») est une anthologie de shōjo mangas écrits et dessinés par Moto Hagio et publiés entre 2011 et 2012 dans le magazine Monthly Flowers de Shōgakukan. Il s'agit d'une collection de one shots sur le thème de l'énergie nucléaire et plus particulièrement sur l'accident nucléaire de Fukushima ; elle est l'une des toutes premières œuvres publiées sur ce thème au Japon.
L'œuvre forme un diptyque, dans lequel un message d'espoir consécutif à la triple catastrophe de Fukushima est confronté à une satire contre l'énergie nucléaire. Le manga paraît en France en mai 2025 aux éditions Akata sous le nom Fragments d'espoir.

## Description
L'œuvre constitue en un ensemble de cinq one shots, avec d'une part une duologie qui ouvre et ferme l'anthologie, et d'autre part une trilogie centrale. Un sixième one shot, indépendant des autres, est ajouté à la fin de l'œuvre lors de sa deuxième édition.

### DuologieNanohana

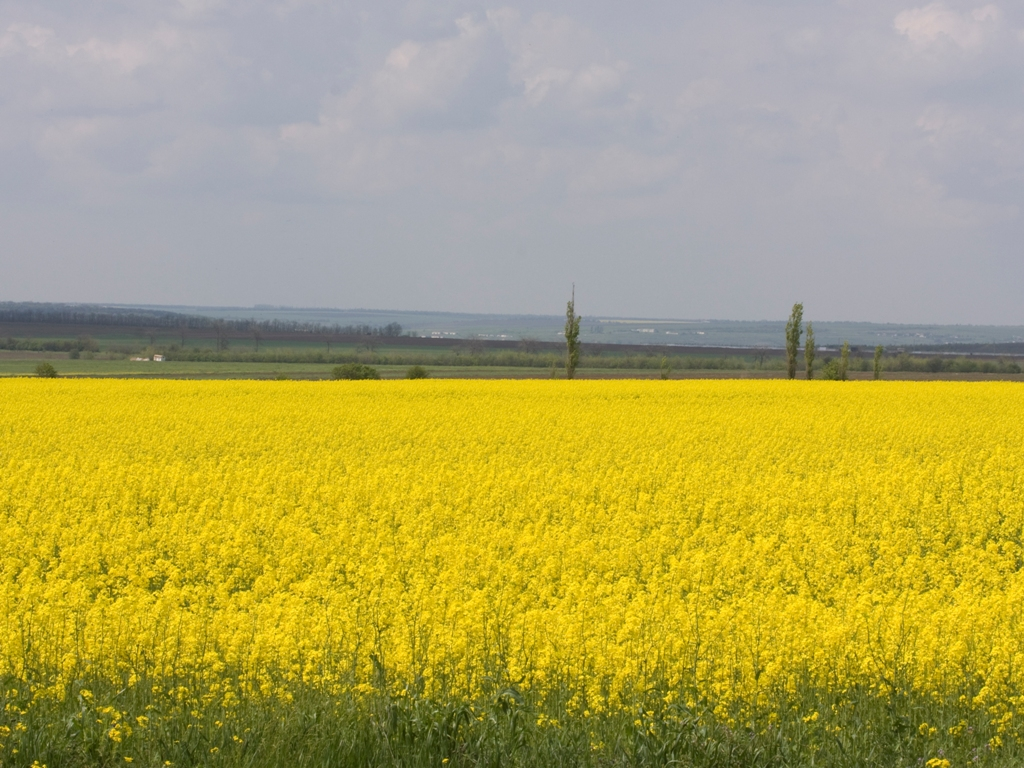
Champ de colza en Ukraine.

Nanohana (なのはな)
Ce manga raconte le récit initiatique de Naho, une jeune fille de 12 ans dont la famille a été déplacée à cause de la triple catastrophe du séisme, du tsunami et de l'accident nucléaire de Fukushima ; l'ensemble de la famille est sauve, à l'exception de la grand-mère, portée disparue à la suite du tsunami. Mais le reste de la famille fait comme si tout allait bien, ce qui perturbe la jeune Naho. Il est expliqué que lors de sa jeunesse, la grand-mère avait aidé les enfants victimes de la catastrophe nucléaire de Tchernobyl, notamment une jeune fille qui plantait du colza dans l'espoir que la plante absorbe les radionucléides. Naho rêve de Tchernobyl, de sa grand-mère et de la jeune fille ukrainienne ; ce rêve lui permet d'aller de l'avant et elle décide de dépolluer Fukushima avec du colza, à l'image de ce que faisait la jeune fille ukrainienne.
Nanohana - Gensō : Ginga tetsudō no yoru (なのはな―幻想『銀河鉄道の夜』)
Dans cette deuxième histoire, Naho lit l'exemplaire de sa mère de l'histoire du Train de nuit dans la Voie lactée de Kenji Miyazawa. À la suite de cette lecture, Naho rêve qu'elle voyage avec son grand-frère dans un train qui traverse la Voie lactée, où elle rencontre sa grand-mère. Grâce à ce rêve, la jeune fille parvient finalement à faire le deuil de sa grand-mère.

### Trilogie de la«personnification de la radioactivité»
Pluto fujin (プルート夫人)
Cette histoire représente le procès de Madame Pluton, incarnation anthropomorphique du plutonium, jugée par une assemblée d'hommes. Pluton tente de séduire l'assemblée, mais parvient difficilement à se défendre ; bien qu'elle perde le procès, elle se révèle incontrôlable et sa demi-vie colossale a raison des juges qui meurent de vieillesse. Pluton se retrouve alors seule dans un monde dévasté, alors qu'elle professe son amour pour l'humanité.
Ame no yoru : Uranus hakushaku (雨の夜 －ウラノス伯爵－)
Dans cette histoire, le Comte Uranus, incarnation anthropomorphique de l'uranium, rend visite à une famille bourgeoise, représentative de la société japonaise. Uranus use de ses charmes et d'une rhétorique portée sur l'amour, la paix et la prospérité pour convaincre l'assemblée, qui succombe immédiatement. Les deux seules exceptions sont un grand-père traumatisé par les bombardements atomiques d'Hiroshima et de Nagasaki, et Ann, une jeune femme qui déroule un argumentaire écologique. Mais lorsque le grand-père tente d'assassiner le Comte, Ann déclare finalement son amour à Uranus. Ann enfin convaincue, les membres de la famille partent suivre le Comte Uranus, abandonnant le grand-père, laissé pour mort ; mais Ann recommence alors à douter des bienfaits apportés par le Comte Uranus.

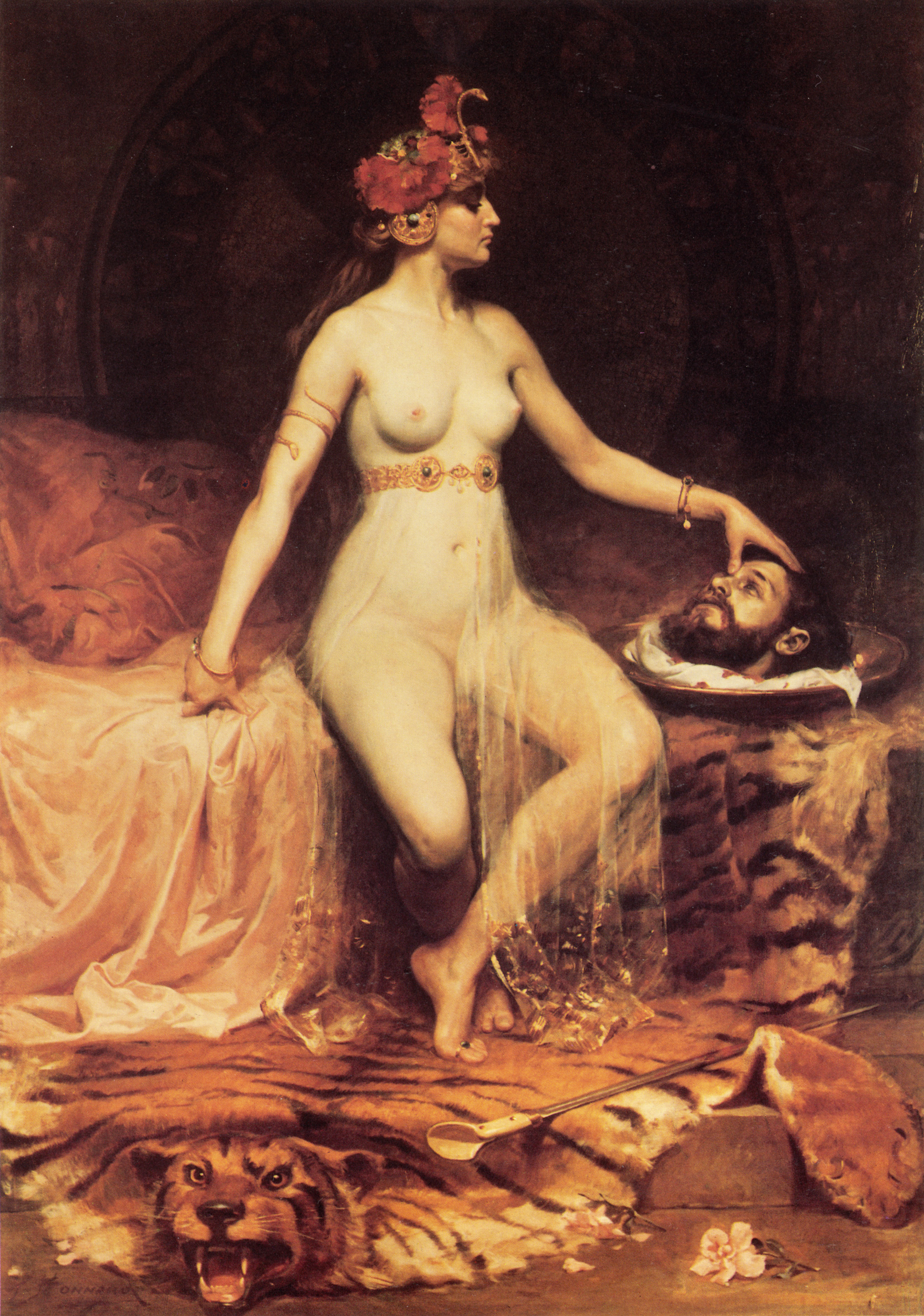
Le frontispice du one shot reprend la scène de Salomé avec la tête de Yohanan. Peinture par Pierre Bonnaud.

Salome 20XX (サロメ20XX)
Ce manga est une réécriture de la tragédie Salomé d'Oscar Wilde. Lors du XXIe siècle, Salomé est une jeune, innocente et belle danseuse de cabaret ; si elle danse pour les grands patrons de l'industrie japonaise, elle rêve de retrouver son amour Yohanan. Lorsque Yohanan entre enfin dans le cabaret, il est accompagné d'hommes en combinaison et arrête la jeune femme sous le prétexte qu'elle est du plutonium. Yohanan enferme Salomé dans une prison sous terre ; la danseuse ne comprend pas pourquoi elle est ainsi enfermée, elle exécute alors la danse des sept voiles, ce qui provoque une explosion atomique.

### FukushimaDrive
Fukushima Drive (福島ドライヴ)
Ce manga est une reprise de la chanson Tachikawa Drive de Yoshihiro Kai, un requiem composé à la suite de la mort d'un ami du musicien. Le manga, qui a la particularité de n'avoir pour seul texte que les paroles de la chanson, raconte l'histoire de trois amis, deux hommes et une femme, originaires de Fukushima ; un des deux hommes, brouillé avec ses deux amis, se trouve à Tokyo lorsque la tragédie frappe Fukushima. Sans nouvelles de ses amis, l'homme est désemparé et roule en voiture sur les routes du pays dans l'attente de leur appel.

## Genèse de l'œuvre

### Contexte de création

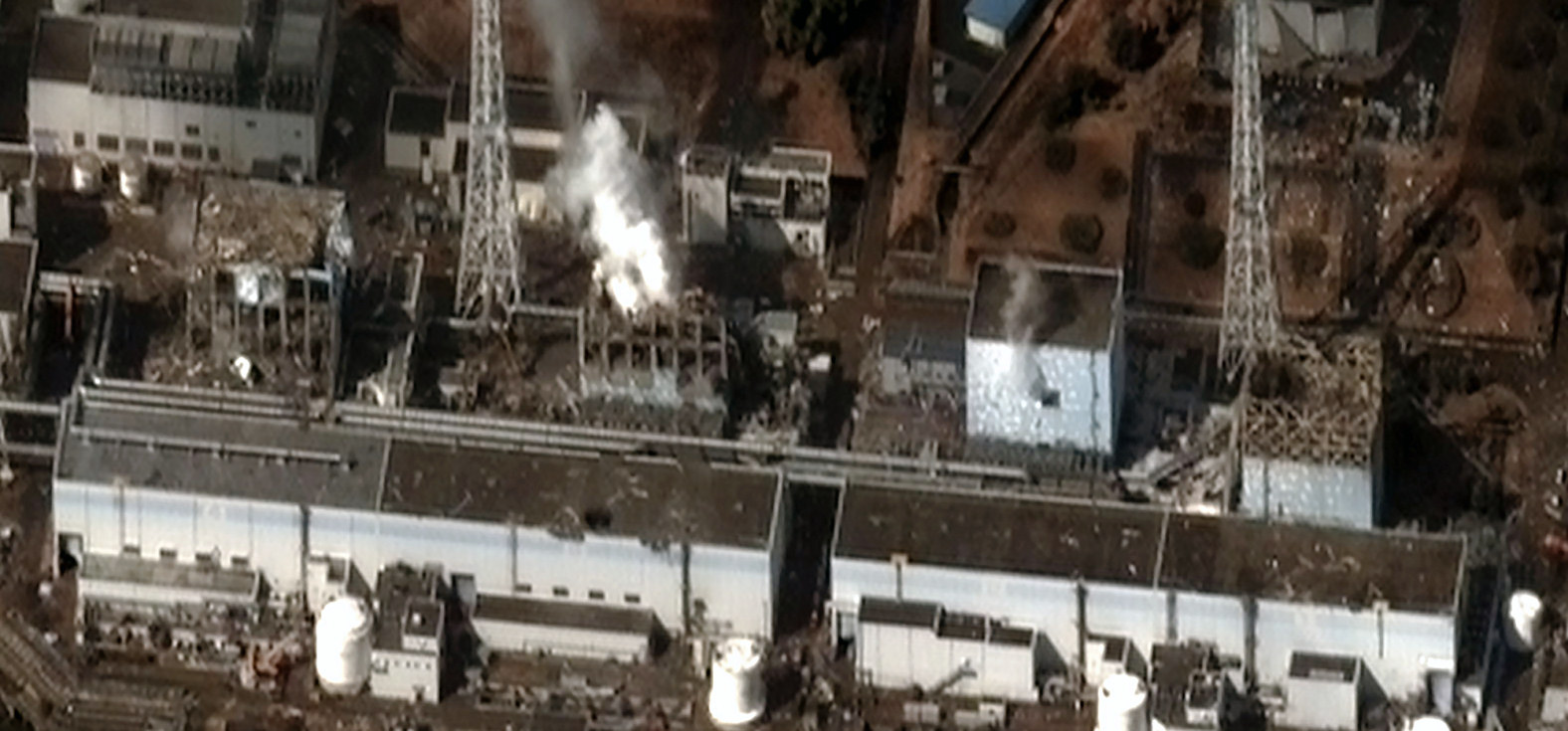
La centrale nucléaire de Fukushima Daiichi lors de la catastrophe.

Le 11 mars 2011 se produit le séisme de la côte Pacifique du Tōhoku qui provoque un puissant tsunami sur la côte est du Japon, notamment dans les préfectures de Miyagi, d'Iwate, et de Fukushima. Cette double catastrophe entraîne des défaillances dans la centrale nucléaire de Fukushima Daiichi ; ces défaillances dégénèrent en une troisième catastrophe, l'accident nucléaire de Fukushima, avec des explosions dans la centrale et la fusion de réacteurs.
Au moment de la catastrophe, Moto Hagio se trouve dans la préfecture de Saitama ; elle travaille depuis 2006 sur la série Koko de wa nai : doko ka (ここではない★どこか), une importante collection de one shots, mais l'autrice se retrouve incapable de continuer la série. Peu rassurée par les messages du gouvernement, qui explique que « tout va bien », elle se documente sur l'histoire et le fonctionnement des centrales nucléaires à partir des travaux initiaux de Marie Curie sur la radioactivité. Hagio comprend alors que la situation est beaucoup plus grave que ce que peuvent laisser à penser les paroles du gouvernement.
Si Hagio a abordé par le passé des sujets sociaux ou difficiles, elle l'a généralement fait sous l'angle de la fantaisie au travers de la science-fiction ou du boys' love ; la seule œuvre dans laquelle elle aborde frontalement un sujet difficile est le one shot Katappo no furu gutsu (かたっぽのふるぐつ) publié en 1971, qui traite de la pollution de l'air et de l'asthme. La mangaka avait trouvé l'élaboration de ce manga difficile et douloureuse.

### Première édition
En avril 2011, un ami explique à Hagio qu'à Tchernobyl, des personnes pratiquent la phytoremédiation ; planter du colza et du tournesol pour absorber les radionucléides disséminés dans l'environnement à la suite de la catastrophe nucléaire de Tchernobyl, et que des personnes font de même à Fukushima. Si Hagio découvre plus tard que cette technique n'a qu'une faible efficacité, elle se rend compte que des personnes essaient de régler le souci à leur échelle, et qu'en tant que mangaka, elle peut dessiner sur le sujet pour dépasser son angoisse.
L'histoire du colza à Tchernobyl lui inspire l'image d'une fille ukrainienne qui remet à une fille japonaise un semoir sur fond d'un champ de colza et au loin, la centrale de Fukushima accidentée ; l'autrice décide de faire de cette scène le climax de son premier manga sur le sujet, Nanohana.
Lors de l'élaboration du one shot Nanohana, l'idée d'une trilogie de science-fiction autour d'éléments radioactifs anthropomorphisés vient rapidement à l'esprit de l'autrice. Inspirée par la fascination qu'ont pu ressentir Marie Curie et les autres scientifiques du début du XXe siècle envers les éléments radioactifs, elle rend ses personnages particulièrement sensuels et sexuellement désirables ; Madame Pluton, basée sur des figures comme Marilyn Monroe ou Lady Gaga, incarne l'ironie de voir Pluton, dieu romain du monde des morts, devenir source d'abondance et de vie.
Nanohana et la trilogie sont publiés dans le magazine Monthly Flowers entre le 28 juin 2011 et le 28 janvier 2012 ; ces histoires sont alors associées à la série de Koko de wa nai : doko ka. Shōgakukan rassemble les quatre histoires dans un volume relié publié en mars 2012, finalement dissocié de la série Koko de wa nai : doko ka. L'ouvrage est publié avec une reliure à la française dans la collection Flower Comics Special de la maison d'édition ; dans ce volume est ajoutée une histoire inédite, la suite de Nanohana.

### Deuxième édition
En 2013, Shōgakukan prévoit le manga Tensaitachi no Kyōen (天才たちの競演) pour fêter les 45 ans de son magazine Big Comic ; ce manga est une compilation en deux volumes de one shots dessinés par les plus grands mangakas de la maison d'édition. Moto Hagio est invitée à contribuer à l'ouvrage et profite de l'occasion pour explorer encore une fois le contexte de la triple catastrophe qui a touché Fukushima. Elle dessine ainsi Fukushima Drive, publié dans le numéro du 25 octobre 2013.
Lors de la publication de la deuxième édition du manga Nanohana, le 15 mars 2016, Shōgakukan y inclut Fukushima Drive, comme ce one shot permet d'explorer plus en avant le thème de l'œuvre.

### Traductions pour l'étranger
En 2015, la revue anglophone Mechademia publie un numéro spécial dédié à la régénération du monde, inspiré par la triple catastrophe de Fukushima. Dans ce numéro est publiée une traduction anglaise du one shot Nanohana ; la traduction est réalisée par Rachel Matt Thorn, amie et traductrice de la mangaka en langue anglaise. Avec l'accord de l'autrice, Thorn décide d'utiliser le scots pour traduire le dialecte du nord-est japonais employé par différents personnages du manga.
Le manga n'est pas traduit en français, mais l'hebdomadaire Courrier international, dans son numéro du 7 mars 2012 dédié au premier anniversaire de la triple catastrophe de Fukushima, utilise une planche de Pluto fujin en couverture de l'hebdomadaire ; la revue souhaite ainsi « ne plus accepter la facile séduction de la fée Nucléaire » et mettre en avant les femmes pour la journée internationale des femmes.

## Analyses

### Style
Selon l'universitaire Yukari Fujimoto, la triple-catastrophe du 11 mars 2011 n'est pas traitée de la même façon par les mangas en fonction de leur cible éditoriale : les mangas qui ciblent un public masculin (les shōnen et seinen mangas) abordent le problème sous l'angle social et technique, quand les mangas qui ciblent un public féminin (les shōjo mangas et dérivés) optent pour une approche centrée sur l'impact de la catastrophe sur la vie des personnages ainsi que sur les choix qu'ils font face à cette dernière. Nanohana ne déroge pas à cette tendance. Pour autant les deux puis trois parties de l'œuvre n'ont pas le même objectif, et utilisent donc des techniques différentes.

#### Nanohana
Les deux histoires de Nanohana ont un découpage des cases simple avec une succession de cases rectangulaires, assez similaire au standard des seinen mangas. Mais elles présentent un contraste entre d'une part le monde réel situé à Fukushima, où la composition des cases est très structurée et réaliste, et d'autre part les passages oniriques ou dans les cases dédiées aux monologues intérieurs de Naho qui sont plus éthérés et fantaisistes ; les cases elles-mêmes se voient alors dotées de pointillés.
C'est dans ces passages plus subjectifs que l'on retrouve des conventions visuelles typiques des shōjo mangas, notamment un usage important des décorations florales avec des fleurs de colza, du lotus sacré, des fleurs de pêcher, ou encore du lis doré. On y trouve en outre plusieurs scènes muettes où sont projetées les émotions et sentiments des personnages que le lectorat est supposé interpréter.

#### La trilogie

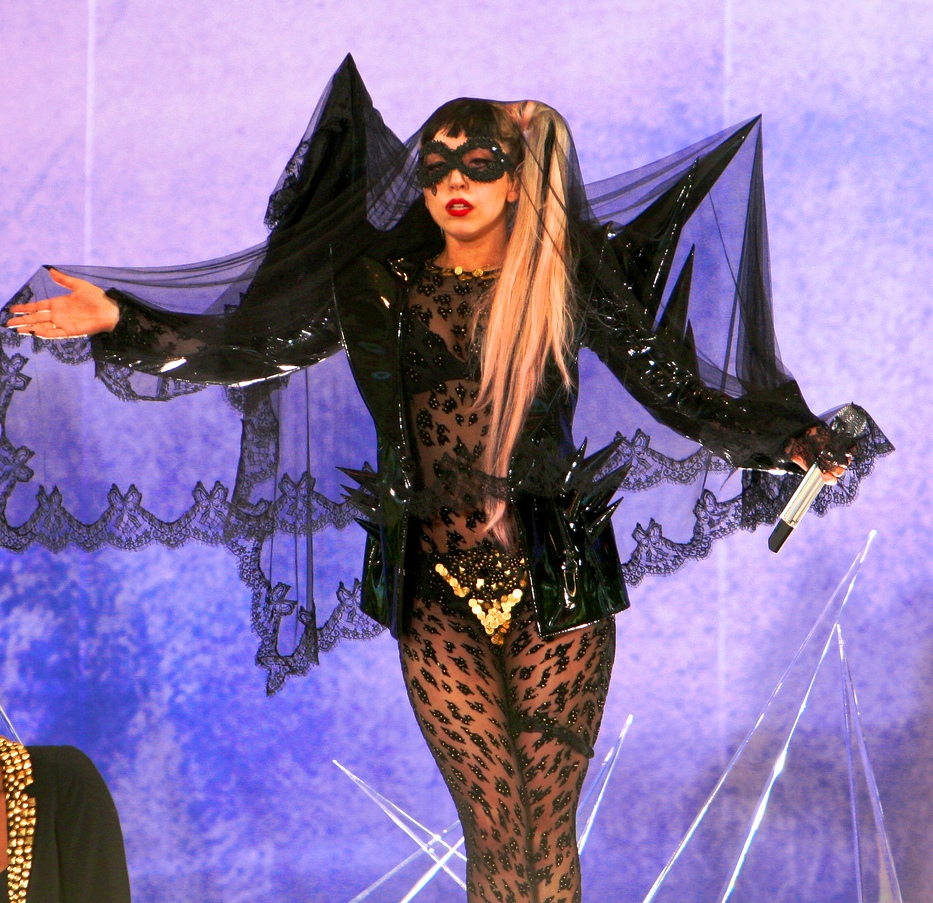
Lady Gaga en 2011, l'un des principaux modèles pour Madame Pluton.

La trilogie des radionucléides anthropomorphisés utilise un découpage des cases plus sophistiqué et plus proche des conventions des shōjo mangas ; le ton est aussi globalement plus mature, moins enfantin, que celui utilisé dans Nanohana.
Les trois radionucléides sont particulièrement sexualisés : Madame Pluton possède une tenue que les commentateurs comparent à celle d'une dominatrice ou d'une prostituée et prend des poses particulièrement lascives ; Comte Uranus est lui un bishōnen qui use de ses charmes physiques pour séduire son auditoire et plus particulièrement Ann ; Salomé est quant à elle une danseuse de cabaret qui par ses danses sensuelles tente de séduire Yohanan.
Dans le shōjo manga, les personnages sexualisés sont généralement construits pour être des autres, par opposition au soi du lectorat ou du protagoniste. Ces autres sont objectifiés mais par un processus d'identification via des techniques visuelles, ils servent aussi de médiateurs pour que le lectorat puisse s'approprier des thématiques potentiellement « traumatiques » avec une certaine distance ; ici ils permettent de se pencher sur les problèmes du nucléaire.
Pour placer de la distance entre le lectorat et le traumatisme nucléaire, les effets des radiations causés par les radionucléides sont montrés de façon symbolique, avec des environnements pollués et stériles, un soleil noir, de la brume qui prend la forme d'un crâne ou encore la présence d'un champignon atomique, ou n'affectent que des personnages secondaires par le biais d'un saignement de nez.

#### FukushimaDrive
Contrairement aux autres histoires, publiées dans un magazine de shōjo mangas, Fukushima Drive est publié dans un magazine de seinen mangas ; il hérite ainsi d'un découpage des cases plus structuré. Ici, l'autrice a choisi de n'utiliser qu'une succession de cases horizontales particulièrement écrasées, ce qui, selon le journaliste Joe McCulloch, permet d'isoler les personnages dans un état de tristesse.

### Opinion de l'autrice sur le nucléaire
Dans la postface de la première édition de l'œuvre, Hagio explique qu'avec Nanohana, elle souhaite adresser un message d'espoir mais aussi énoncer ses réflexions autour des problématiques de l'énergie nucléaire dans la trilogie sur les radionucléides, sans toutefois adopter une position forte ou proposer de solution concrète. Néanmoins, dans des entretiens ultérieurs, l'autrice confirme qu'elle pense qu'il faudrait s'éloigner de cette source d'énergie.
Ainsi dans les deux one shots Pluto fujin et Ame no yoru, les opinions exprimées pour et contre le nucléaire font échos aux troubles de la mangaka sur le sujet. Ces deux œuvres sont très similaires, avec le plutonium personnifié par Madame Pluton et l'uranium personnifié par le Comte Uranus ; tous deux sont jugés par une assemblée et utilisent un argumentaire basé sur l'amour, la paix, le progrès et la prospérité qu'apporte l'énergie nucléaire. Leur partisans au sein des assemblées utilisent quant à eux un discours similaire à ce qu'a pu prononcer l'ancien premier ministre japonais Yasuhiro Nakasone après la catastrophe, justifiant que le nucléaire est nécessaire au développement de la nation et que les éventuels accidents nucléaires ne sont qu'un petit sacrifice qu'il faut accepter de payer.
Mais les deux mangas divergent quant au sexe de la personnification des radionucléides, et ainsi sur le jugement qu'il leur est porté ; l'universitaire Margherita Long voit ici une manifestation de la philosophie écoféministe, qui postule que l'assujettissement des femmes et de la nature par les hommes relève de mécanismes similaires, une notion qui selon elle se retrouverait déjà dans une ancienne œuvre de l'autrice, Star Red. Ainsi, lorsque les deux radionucléides entrent en scène, les juges sont immédiatement subjugués par leur beauté ; selon Long, les juges ont déjà oublié qu'il s'agit d'éléments chimiques pour leur donner une valeur culturelle et sociale. Mais là où le Comte Uranus est quelqu'un de bien habillé et sexuellement agressif qui convainc l'assemblée, Madame Pluton ne parvient pas à dépasser le stade d'objet sexuel aux yeux des juges : elle est passive et désirable, mais peine à convaincre.
Pour l'universitaire, le Comte Uranus est complètement assimilé à la société et parvient ainsi à transcender son état d'élément chimique, alors que Madame Pluton ne parvient pas à transcender son statut d'objet : les hommes veulent qu'elle soit infiniment disponible, infiniment docile et infiniment « chaude », à la fois en tant que femme et que source d'énergie. Mais comme ils ne parviennent pas à parfaitement la contrôler, ils l'accusent d'être une sorcière et tentent de l'arrêter, en vain.

## Réception et postérité

### Réception
En étant publiée seulement trois mois après la triple catastrophe, Nanohana apparaît comme l'une des toutes premières œuvres à aborder le sujet en bande dessinée ; elle est toutefois précédée par le manga Ano hi kara no manga (あの日からのマンガ) de Kotobuki Shiriagari. Ces premières œuvres, notamment grâce à la réputation de Moto Hagio, permettent à d'autres artistes d'aborder le sujet.
Lors de sa publication dans le magazine Monthly Flowers, le manga reçoit des critiques globalement positives. Puis lors de la publication de l'œuvre en volume relié, les grands quotidiens japonais comme le Mainichi Shinbun, le Yomiuri shinbun ou encore l'Asahi Shinbun produisent des critiques élogieuses, notamment le Mainichi Shinbun qui souligne la capacité du médium manga à réagir aussi vite et de façon aussi incisive à la catastrophe. Mais l'œuvre reçoit une réaction plus mitigée des lecteurs de mangas, qui parfois soulignent la superficialité de l'œuvre ou le caractère déplacé du message d'espoir qu'elle véhicule.
Malgré ces critiques négatives, Nanohana conserve une réputation globalement positive au fil des années, en contraste à d'autres œuvres majeures, comme le manga culinaire Oishinbo par Tetsu Kariya et Akira Hanasaki, qui a été interrompu à la suite des controverses apparues lorsque l'œuvre a commencé à aborder le sujet.

### Prix
En 2012 au Japon, le manga est récompensé du 12e prix Sense of Gender ; ce prix récompense les œuvres de science-fiction sur leur exploitation de la thématique du genre. Nanohana reçoit le prix en raison de la personnification des genres au travers d'éléments radioactifs.
En 2018, lors du 8e grand prix du manga de la préfecture d'Iwate, Nanohana est récompensé de la 3e édition du prix spécial, qui récompense les titres participant à la promotion et à la reconstruction de la préfecture depuis la triple catastrophe de 2011. Le gouverneur de la préfecture qui préside la cérémonie, Takuya Tasso, remercie Hagio d'avoir abordé le thème de la catastrophe du 11 mars 2011, ainsi que pour sa promotion de l'œuvre Train de nuit dans la Voie lactée, dont l'auteur, Kenji Miyazawa, est originaire de la préfecture.

### Adaptation
Le one shot Nanohana est adapté au théâtre en 2019 par la troupe de théâtre Studio Life, qui a déjà adapté plusieurs œuvres de la mangaka par le passé. Mise en scène par Jun Kurata, l'adaptation se veut réaliste et fidèle à l'œuvre originale ; elle est en outre accompagnée par la musique de Hayata Akashi, un chanteur originaire de la préfecture de Fukushima.